# Dom des Mischabel
Pour les articles homonymes, voir Dom.
Le Dom des Mischabel ou simplement Dom, culminant à 4 545 m dans le massif des Mischabels, au sein des Alpes valaisannes, est un sommet des Alpes suisses. Il est entièrement situé dans le canton du Valais, à l'ouest de Saas-Fee, ce qui fait de lui le sommet le plus élevé à être exclusivement situé sur le territoire suisse. Une croix en métal est fixée à son sommet.

## Premières ascensions
- 1858 : arête nord-ouest ou Festigrat le 11 septembre par John Llewelyn Davies avec Johannes Zumtaugwald, Johann Kronig et Hieronymus Brantschen[3].
- 1879 : arête ouest par Mrs. E. P. Jackson avec ses guides Aloys Pollinger, Peter Josef Truffer et Josef Biner ainsi qu'une seconde cordée composée de Percy Thomas, Josef Imboden et Josef Lengen. Cette voie est complétée en 1882 par Paul Güssfeldt et ses guides Alexander Burgener et Benedikt Venetz[3].
- 1875 : face est par le guide Johann Petrus, Lorenz Noti, Alfred Puckle et Walter Puckle[3].
- 1906 : face sud en août par Geoffrey Winthrop Young, R. G. Major et Jozef Knubel et Gabriel Lochmatter[3].
- 1962 : face ouest voie directe par Fons Driessen, Peter Van Lookeren-Campaque.

C'est en voulant atteindre son sommet, avec Philippe Magnin, que l'alpiniste français Patrick Berhault a fait une chute mortelle le 28 avril 2004, en tombant d'une corniche de neige sans être encordé. Berhault souhaitait en effet gravir les 82 sommets des Alpes de plus de 4 000 mètres d'altitude. Le Dom était le 65e.

## Accès
- Domhütte (refuge du Dom) à 2 940 mètres, propriété du Club alpin suisse ; 75 places.
- Bivouac du Mischabeljoch à 3 861 mètres au pied de l'arête sud-est du Täschhorn ; 8-10 places.